# Universidad Viña del Mar
La Universidad Viña del Mar (UVM) es una universidad privada autónoma chilena, perteneciente a la Fundación Educación y Cultura, con sede central en dicha comuna de la Región de Valparaíso.
Actualmente se encuentra acreditada por la Comisión Nacional de Acreditación (CNA-Chile) por un período de 4 años (de un máximo de 7), desde enero de 2023 hasta enero de 2027.Está en la posición 44 según el ranking de Webometrics 2024.

## Historia

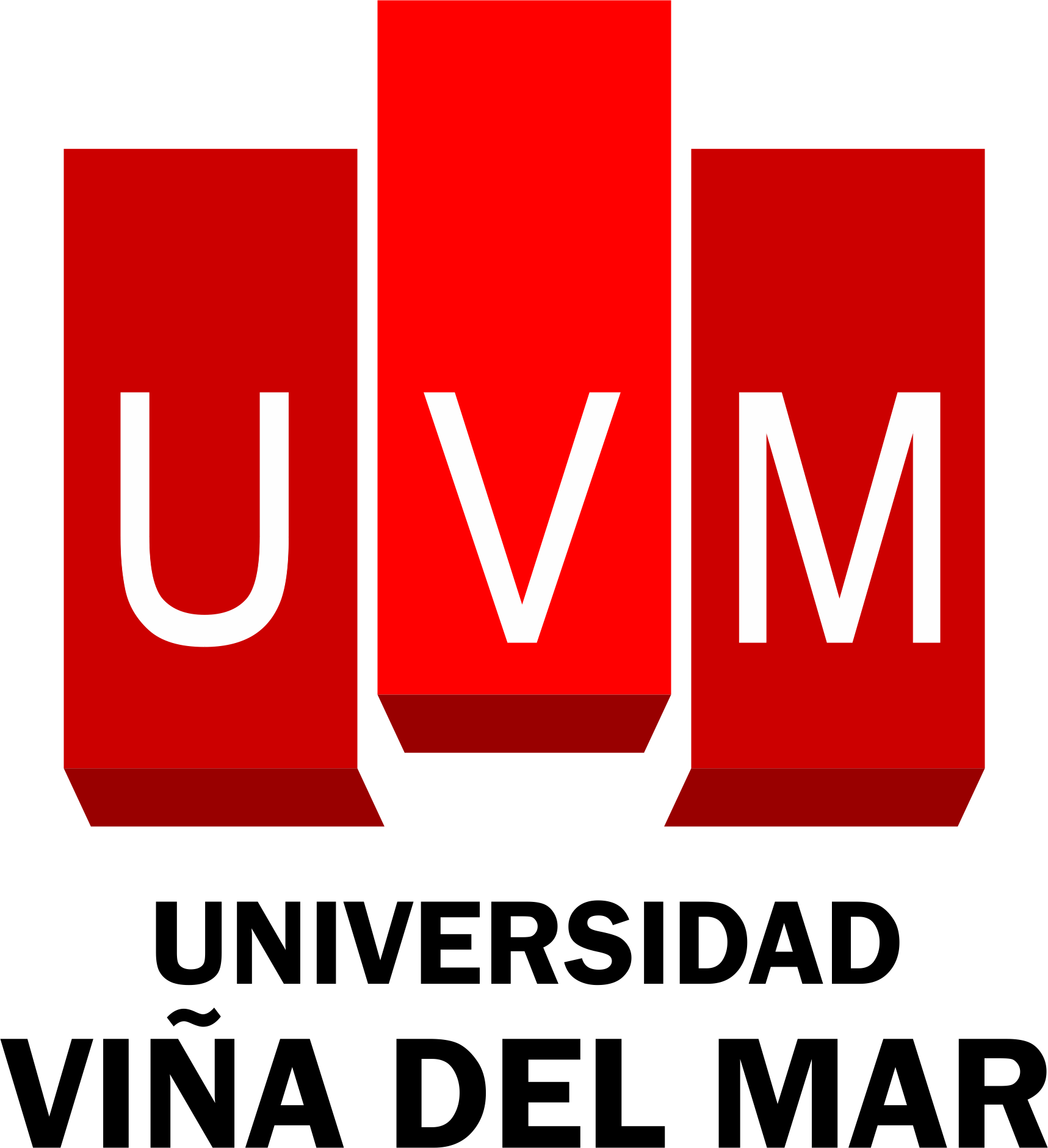
Antiguo logo de la universidad

Fue fundada el 21 de noviembre de 1988 por el ingeniero Barham Madaín Ayub y los arquitectos José Ignacio Martínez Bengoa y Eduardo Nanjarí Román.
En marzo de 1990 ofreció las carreras de Arquitectura, Ingeniería Comercial, Ingeniería Civil Informática y Periodismo. Al mismo tiempo inauguró una sede en la ciudad de San Felipe, Aconcagua. Durante los años siguientes, a las carreras mencionadas se fueron sumando otros programas de nivel universitario y técnico de nivel superior. En 1997, el Grupo Norte Sur, encabezado por el exministro de Educación, Sergio Molina, se incorporó a la propiedad de la universidad.
El 12 de octubre de 2000, el Consejo Superior de Educación de Chile le otorgó la autonomía institucional. El 30 de marzo de 2004 se inauguró su campus principal en el sector de Rodelillo, sobre un terreno de 20 hectáreas situado a un costado del acceso sur principal a Viña del Mar,  adyacente al lugar donde en 1987 predicó el papa Juan Pablo II en el marco de su visita a Chile. El 18 de agosto de 2009, la red Laureate Education Inc. se transformó en su nuevo sostenedor.
En 2015 la UVM firmó convenio con el Movimiento de Integración y Liberación Homosexual para dar orientación psicológica y legal a habitantes de la Región de Valparaíso afectados por discriminación en razón de su orientación sexual e identidad de género. Del mismo modo garantiza el intercambio académico en temas de derechos humanos. En 2019, el UI Green Metric World University Rankings situó a la UVM como la tercera universidad del país con mayor compromiso medio ambiental, luego de la Pontificia Universidad Católica de Chile y la Universidad Técnica Federico Santa María.
El 11 de septiembre de 2020, el grupo Laureate International Universities, que además era sostenedor de la Universidad Andrés Bello, la Universidad de Las Américas, el Instituto Profesional AIEP y la Escuela Moderna de Música y Danza, finalizó sus operaciones en Chile y anunció el traspaso de sus instituciones en el país a la Fundación Educación y Cultura. Esta decisión se tomó en un contexto de movimientos estratégicos de la red. Dentro de las razones se incluyeron las nuevas medidas que podrían tomarse en materia de educación tras la eventual creación de una nueva Constitución producto del Plebiscito nacional de Chile de 2020. En cuanto a paridad de género, la UVM era para 2020 el único plantel universitario de la región de Valparaíso con mayoría de docentes mujeres.

## Escuelas
La Universidad cuenta con siete escuelas, donde ofrece 32 carreras de pregrado, 13 programas de magíster, 47 diplomados y 12 cursos.
Escuela de Ciencias Agrícolas y Veterinarias
- Agronomía
- Medicina Veterinaria

Escuela de Ciencias de la Salud
- Enfermería
- Fonoaudiología
- Kinesiología
- Nutrición y Dietética
- Obstetricia
- Odontología
- Química y Farmacia
- Tecnología Médica
- Terapia Ocupacional

Escuela de Ciencias Jurídicas y Sociales
- Administración Pública
- Derecho
- Psicología
- Trabajo Social

Escuela de Arquitectura y Comunicaciones
- Animación Digital
- Arquitectura
- Cine y Comunicación Audiovisual
- Diseño
- Periodismo
- Relaciones Públicas

Escuela de Educación
- Educación Parvularia
- Entrenador Deportivo
- Pedagogía en Educación Diferencial
- Pedagogía en Educación Física
- Pedagogía en Inglés
- Psicopedagogía

Escuela de Ingeniería y Negocios
- Contador Auditor
- Ingeniería Civil en Minas
- Ingeniería Civil Industrial
- Ingeniería Civil Informática
- Ingeniería Comercial
- Ingeniería en Construcción
- Ingeniería en Gestión de Negocios Internacionales
- Ingeniería en Medio Ambiente y Recursos Naturales
- Ingeniería en Prevención de Riesgos

## Administración

### Rectores

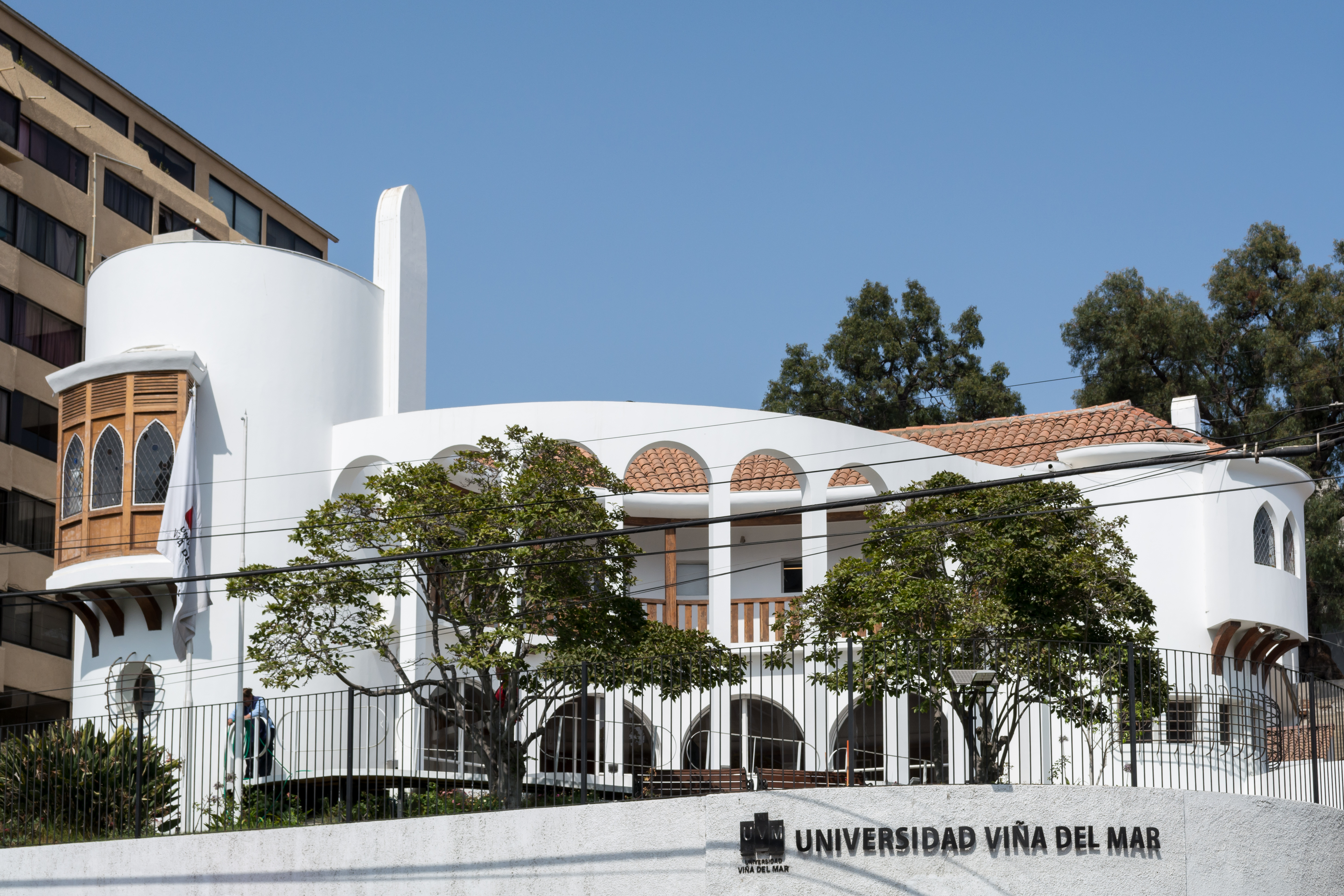
Casa Flores - Rectoría UVM (Agua Santa 110, Viña del Mar)

- 1988-2009: Barham Madaín Ayub (ingeniero civil industrial por la Pontificia Universidad Católica de Chile,[15] expresidente de la Asociación Internacional de Presidentes de Universidades entre 2008 y 2011, y fundador de la UVM).
- 2009-2013: Julio Castro Sepúlveda (licenciado en Filosofía y magíster en Gestión y Políticas Públicas por el Departamento de Ingeniería Industrial de la Universidad de Chile).[16]
- 2013-2017: Juan Pablo Prieto Cox (licenciado en Ciencias con mención en Matemática por la Universidad de Chile, Ph.D y Master Of Science por la Universidad Estatal de Ohio Estados Unidos y postdoctorado por la Universidad de Chile).[17]
- 2017-: Carlos Isaac Pályi (ingeniero civil industrial por la Pontificia Universidad Católica de Chile y Master of Science in Foundations of Advanced Information Technology del Imperial College London).[18]

## Controversias
En junio de 2012, la Comisión Investigadora sobre el Funcionamiento de la Educación Superior de la Cámara de Diputados de Chile anunció que la Universidad Viña del Mar, junto con otras seis instituciones de educación superior (tres de ellas pertenecientes a Laureate International Universities), presentaban irregularidades en su administración, tales como el incumplimiento del requisito de corporación educacional sin fines de lucro, el pago de sueldos elevados a los miembros del directorio o ejecutivos, la externalización de servicios relevantes, el uso de «sociedades espejo» y la incorporación de familiares dentro del directorio. La institución, además, cae en el marco de «compra y venta de universidades bajo el control de grupos económicos y extranjeros». Al mes siguiente, en estrecha votación, la Cámara de Diputados rechazó el informe sobre lucro en la educación.

## Campus
- Rectoría UVM (Agua Santa 110, Viña del Mar)
- Campus Rodelillo (Agua Santa 7055, Viña del Mar - Valparaíso)
- Campus Recreo (Diego Portales 90, Viña del Mar)
- Campus Miraflores (Los Fresnos 91, Viña del Mar)
- Sede Miraflores Escuela de Arquitectura y Diseño (Los Fresnos 52, Viña del Mar)
- Admisión (Diego Portales 17, Viña del Mar)
- Centro de Prácticas Sociales (Bellavista 189, Viña del Mar)
- Clínica UVM (Avenida Libertad 1348, Piso 7, Viña del Mar)
- Hospital Clínico Veterinario (Agua Santa 7055, Viña del Mar)

## Federación de estudiantes y Consejerías Académicas
En 2012 se realizó el primer congreso estudiantil en la universidad, en el cual se creó la Federación de Estudiantes de la Universidad de Viña del Mar (FEUVM), organización adscrita a la Confederación de Estudiantes de Chile (CONFECH).
Las presidencias de la FEUVM han sido las siguientes :
- 2012-2013: Alejandro Alegre Delgado (Ingeniería en Construcción, JJCC)
- 2013-2014: Masud Yunes Yunes (Enfermería, JJCC)
- 2014-2015: Luciano Silva González (Pedagogía en Historia y Ciencias Sociales, JJCC)
- 2015-2016: Ismael Sánchez Iturrieta (Derecho, PRSD)
- 2016-2016: Andrés Reyes Tapia (Trabajo Social, Independiente)
- 2016-2017: Matías Álvarez  (Derecho, Juventud Rebelde)
- 2017-2018: Fernando Alvarado Brito (Pedagogía en Historia y Ciencias Sociales, Movimiento Autonomista)
- 2018-2020: Daniela Manríquez Peña (Odontología, Revolución Democrática)
- 2019-2020: C.A Tiaré Rebolledo Díaz (Nutrición y Dietética, Independiente)
- 2020-2021: Valentina Fornés Soza (Ingeniería Civil Industrial, Independiente)
- 2020-2021: C.A Onofre Morga Pérez (Psicopedagogía Vespertino, Independiente)
- 2021-2022: Dafne Núñez Hernández (Trabajo Social, Independiente
- 2021-2022 C.A Alejandro Cortez Cuevas (Derecho, Independiente)
- 2022-2023 Constanza Carroza Carroza (Psicología Vespertino, Independiente)
- 2022-2023 C.A Shanice Galindo Vilches (Ingeniería en Medio Ambiente y Recursos Naturales, Independiente)
- 2024-2025 Constanza Vera Álvarez (Independiente)